# Champcey
Champcey é uma ex-comuna francesa na região administrativa da Normandia, no departamento Mancha. Estendeu-se por uma área de 3,2 km². Em 2010 a comuna tinha 205 habitantes (densidade: 64,1 hab./km²).
Em 1 de janeiro de 2017 foi fundida com as comunas de Angey, Montviron, La Rochelle-Normande e Sartilly para a criação da nova comuna de Sartilly-Baie-Bocage.